# Тора хартбист
Тора хартбист (лат. Alcelaphus buselaphus tora) је подврста хартбиста, врсте сисара из породице шупљорогих говеда (Bovidae).

## Распрострањење
Ареал подврсте је ограничен на Еритреју и Етиопију.

## Угроженост
Ова подврста је крајње угрожена и у великој опасности од изумирања.